# Gaselle
Le ruisseau de la Gaselle est un ruisseau français qui coule dans le département du Cantal. Il prend sa source dans les monts du Cantal et se jette dans l’Alagnon en rive gauche. C’est donc un sous-affluent de l’Allier puis de la Loire.

## Affluets
La Gaselle compte un seul affluent référencé :
- Le ruisseau de Chavagnac

## Communes traversées
D'amont en aval, le ruisseau traverse les communes suivantes
, toutes situées dans le département du Cantal : 
- Chastel-sur-Murat
- Virargues